# Yongdingfloden

Yongdingflodens sträckning.

Yongdingfloden eller Yongding He (kinesiska: 永定河) är en flod i Peking i Kina. Yongdingfloden, som är Pekings största flod, bildas där Yangfloden och Sangganfloden förenas nordväst om Peking vid Guantingreservoaren. Floden flyter sedan mod sydost och passerar Peking vid östra Femte ringvägen vid Marco Polo-bron, och fortsätter söder om staden vidare öster ut tills den förenas med Baiyunfloden (Norra kanalen).
Ett kallt stäppklimat råder i trakten. Årsmedeltemperaturen i trakten är 14 °C. Den varmaste månaden är juli, då medeltemperaturen är 28 °C, och den kallaste är december, med −2 °C. Genomsnittlig årsnederbörd är 711 millimeter. Den regnigaste månaden är juli, med i genomsnitt 233 mm nederbörd, och den torraste är januari, med 3 mm nederbörd.